# Habo (plaats)
Habo is de hoofdplaats van de gemeente Habo in het landschap Västergötland en de provincie Jönköpings län in Zweden. De plaats heeft 6244 inwoners (2005) en een oppervlakte van 427 hectare.

## Verkeer en vervoer
Bij de plaats loopt de Länsväg 195.
De plaats heeft een station aan de spoorlijn Falköping - Nässjö.

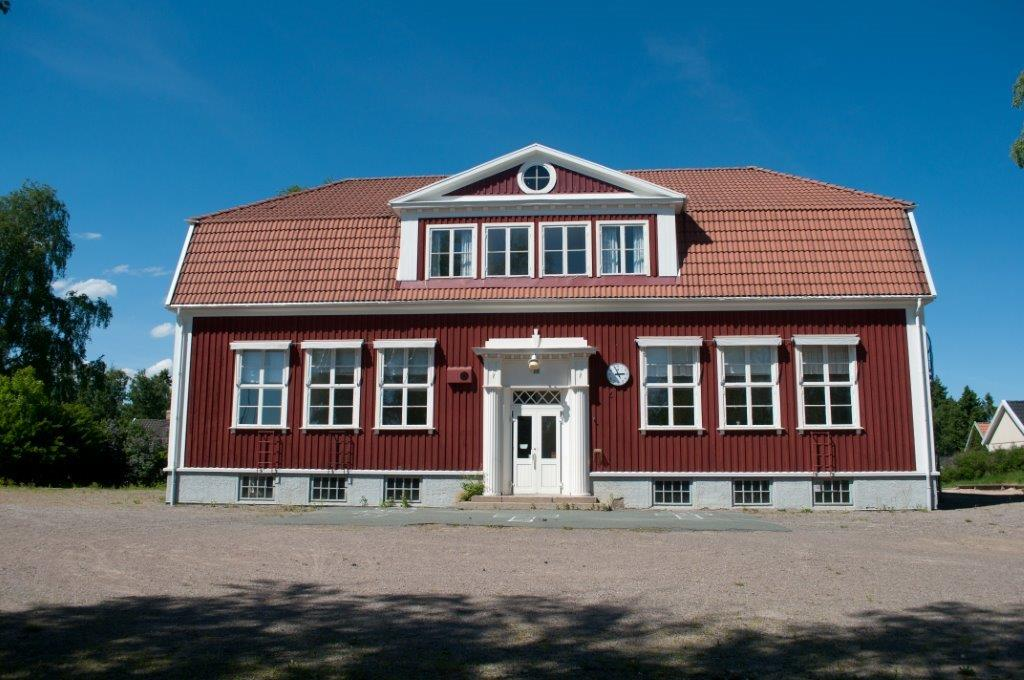
Schoolgebouw